# 古尔加奥恩鲁拉尔
古尔加奥恩鲁拉尔（英語：Gurgaon Rural），是印度哈里亚纳邦古尔冈县的一个城镇。总人口17100（2001年）。

## 人口
该地2001年总人口17100人，其中男性9300人，女性7800人；0—6岁人口2519人，其中男1442人，女1077人；识字率70.32%，其中男性为76.30%，女性为63.19%。